# Armando Pereira de Castro Agatão Lança
Armando Pereira de Castro Agatão Lança (Baião, Viariz, 19 de Agosto de 1894 — Baião, Santa Marinha do Zêzere, 23 de Maio de 1965) foi oficial da Marinha e político da Primeira República Portuguesa. Exerceu as funções de vice-governador do Banco Nacional Ultramarino, governador civil de Lisboa (1921-1922) e deputado republicano-democrático em três legislaturas (1921 a 1926).

## Biografia
Como primeiro-tenente da Armada, Agatão Lança interveio várias vezes militarmente em defesa da República contra tentativas de golpe, tendo nomeadamente comandado as forças fiéis ao governo que dominaram a revolta de Mendes Cabeçadas, em 19 de Julho de 1925.
Após o 28 de Maio de 1926, o almirante Luís da Câmara Leme foi o líder militar do malogrado levantamento de 5 de Fevereiro de 1927, em Lisboa, contra a Ditadura Militar, tendo a secundá-lo Agatão Lança e o coronel José Mendes dos Reis. Na sequência da derrota foi preso e deportado para Angola, tendo-lhe sido fixada residência em Luanda. No princípio de 1928 evadiu-se, indo para Paris, de onde regressou clandestinamente a Portugal, no mesmo ano, para participar na Revolta do Castelo e, depois, para Espanha, de onde partiu para novas acções conspirativas contra a Ditadura, declarando ter "forçado a fronteira oito vezes".
Não pertenceu à chamada Liga de Paris.
Sem ter beneficiado de qualquer amnistia, regressou a Portugal em 1940, sendo preso na fronteira de Barca d'Alva. Foi-lhe depois fixada residência no Porto, mas em 1945 seria de novo preso por actividade oposicionista.
Esteve ligado ao MUD e ao MUNAF e lutou até à morte contra o regime salazarista. Era casado com a advogada antifascista Alcina Bastos. 
Foi Maçon, iniciado, em 1913, na loja A Revolta, com o nome simbólico Robespierre.
Foi agraciado com os graus de Oficial da Ordem Militar da Torre e Espada, do Valor, Lealdade e Mérito (12 de abril de 1919) e Cavaleiro da Ordem Militar de Cristo (28 de junho de 1919).